# Capability Maturity Model
Capability Maturity Model, CMM, är en modell för att utvärdera och certifiera kvaliteten på utvecklingsprocessen hos mjukvaruorganisationer.
CMM togs fram av Carnegie Mellon University i USA. Modellen förvaltades fram till den 31 december 2005 av Software Engineering Institute (SEI) vid universitetet, men är numera nerlagd. Sedan den 1 januari 2006 erbjuder och förvaltar SEI i stället CMMI, men CMMI är ingen ersättare till CMM, utan CMMI handlar mer om mjukvaruorganisationens mognadsgrad än om processens godhet.
CMM definierar fem mognadsnivåer som anger hur bra utvecklingsprocessen är:
- Nivå 1 (Initial - ingen kunskap): Man har ingen utvecklingsprocess och ingen kvalitetskontroll. Man kan inte förutsäga utvecklingskostnad eller produktkvalitet, och man har inte någon kunskap om dem i efterhand.
- Nivå 2 (Repeatable - viss kunskap): Man jobbar på liknande sätt varje gång, men utvecklingsprocessen är inte så bra att man med någon större säkerhet kan förutsäga utvecklingskostnad eller produktkvalitet. Däremot är de kända i efterhand.
- Nivå 3 (Defined - full kunskap): Man har en utvecklingsprocess som man själv har bestämt hur den skall se ut. Man kan med hög noggrannhet förutsäga utvecklingskostnad och produktkvalitet.
- Nivå 4 (Managed - viss valbarhet): Man kan mäta hur förändringar i utvecklingsprocessen påverkar utvecklingskostnad och produktkvalitet, och man kan förändra sin process så att den blir bättre.
- Nivå 5 (Optimized - full valbarhet): Man kan, från fall till fall, välja den utvecklingskostnad och produktkvalitet som passar i det aktuella projektet.